# Astyanax bimaculatus
Astyanax bimaculatus és una espècie de peix de la família dels caràcids i de l'ordre dels caraciformes.

## Morfologia
- Els mascles poden assolir 17,5 cm de llargària total i 91,6 g de pes.[2][3]

## Reproducció
Es reprodueix bé en captivitat.

## Hàbitat
Viu a àrees de clima subtropical entre 20 °C-28 °C.

## Distribució geogràfica
Es troba des de Panamà fins a la conca del riu Amazones.

## Longevitat
Pot arribar a viure 18 anys.